# Ivan Tomšič (učitelj)
Ivan Tomšič, slovenski učitelj, pisatelj in vzgojitelj, * 4. december 1838, Vinica, † 17. april 1894, Ljubljana.

## Življenje
Ivan Tomšič se je rodil v Vinici v Beli krajini. Bil je sin pisatelja in učitelja Bernarda Tomšiča in matere Katarine Malnerič. V svojem rojstnem kraju je obiskoval osnovno šolo, od tretjega razreda gimnazije pa je z denarno pomočjo Janeza Bleiweisa nadaljeval šolanje na normalki v Ljubljani in jo leta 1860 končal. Že kot drugoletnik-učiteljiščnik je pomagal na normalki. V letih od 1860 do 1867 je poučeval na glavni šoli v Tržiču, nato pa naprej kot pomožni učitelj na ljubljanski normalki in od leta 1872 na vadnici, kjer je ostal vse do svoje smrti. Leta 1889 so ga imenovali za okrajnega šolskega nadzornika za ljubljansko okolico. 

## Delo
Tomšičevo pisateljsko in vzgojno delo je zelo obsežno in mnogostransko. Pisati je začel pod vodstvom svojega očeta Bernarda Tomšiča v reviji Vedež. Svoje prispevke je objavljal v Slovenskem glasniku, Primorskem Ilirijanu, Primorcu in Besedniku. Pod vplivom brata Ljudevita Tomšiča, prav tako učitelja in pisatelja, je sodeloval tudi v glasilu Torbica. Tomšič je poleg prispevkov v tedanjih leposlovnih in strokovnih glasilih pisal tudi mladinske knjige, prevajal in prirejal učbenike, in sestavljal bibliografijo slovenskih knjig. Bil je še urednik in založnik prve knjižice za mladino (Knjižica slovenskej mladini), kjer so med letoma 1879 in 1882 izšli trije zvezki. 

## Glavni urednik Vrtca
Njegovo največje vzgojno in pisateljsko delo je ustanovitev lista Vrtec. Urejal ga je od prve številke leta 1871 in vodil kar trideset let. Vrtec je bil dolgo edini slovenski list za mladino, vendar pa ga je v začetku Tomšič moral odločno braniti pred narodnimi nasprotniki. V njem so objavljali znani pesniki in pisatelji: Fran Levstik, Fran Saleški Finžgar, Dragotin Kette, Josip Murn - Aleksandrov, Anton Medved, Marija Kmet, idr.